# Unione Calcio Sampdoria 1993-1994
Questa voce raccoglie le informazioni riguardanti l'Unione Calcio Sampdoria nelle competizioni ufficiali della stagione 1993-1994.

## Stagione

La vittoria della quarta Coppa Italia

Nella stagione 1993-1994 la Sampdoria rafforzò il proprio organico con l'arrivo del britannico Platt e dell'olandese Gullit, quest'ultimo soffiato alla concorrenza del Torino.
In campionato i blucerchiati vinsero 5 delle prime 7 partite, ma il 14 ottobre 1993 dovettero affrontare un grave lutto: la morte del presidente Paolo Mantovani, artefice dell'epoca più gloriosa del club. Gli succedette il figlio Enrico, proseguendo la tradizione di famiglia.
Dopo aver sconfitto in rimonta il Milan, la Sampdoria contese alla Juventus il primato ma finì terza al giro di boa.
Frattanto in Coppa Italia eliminò in sequenza la Roma, l'Inter e il Parma accedendo così alla finale; qui trovò la rivelazione Ancona, squadra della serie cadetta capace di strappare un pari senza gol all'andata. Nel ritorno, i marchigiani furono però travolti 6-1: la formazione ligure si aggiudicò così il torneo per la quarta volta.
Il campionato si concluse con il terzo posto con 44 punti a sei lunghezze dal Milan campione d'Italia, contestuale alla qualificazione in Coppa delle Coppe.

## Divise e sponsor

Il neoacquisto Ruud Gullit in azione nella trasferta romana del 2 gennaio 1994 contro la (1-1), con indosso la terza divisa rossocerchiata.

Lo sponsor tecnico per la stagione 1993-1994 fu Asics, mentre lo sponsor ufficiale fu ERG.
| Casa | Trasferta | Terza divisa |

## Organigramma societario
Area direttiva
- Presidente: Paolo Mantovani, poi Enrico Mantovani
- Segretario: Lorenzo Traverso

Area sanitaria
- Medico sociale: Andrea Chiapuzzo

Area tecnica
- Direttore sportivo: Paolo Borea
- Direttore tecnico: Sven-Göran Eriksson
- Allenatore: Sergio Santarini

## Rosa

L'olandese Gullit con l'altro nuovo acquisto della stagione, l'inglese David Platt (a sinistra).

| N. |                   | Ruolo | Calciatore         |
| -- | ----------------- | ----- | ------------------ |
|    | Italia (bandiera) | P     | Giulio Nuciari     |
|    | Italia (bandiera) | P     | Gianluca Pagliuca  |
|    | Italia (bandiera) | P     | Matteo Sereni      |
|    | Italia (bandiera) | D     | Roberto Bucchioni  |
|    | Italia (bandiera) | D     | Giovanni Dall'Igna |
|    | Italia (bandiera) | D     | Moreno Mannini     |
|    | Italia (bandiera) | D     | Marco Rossi        |
|    | Italia (bandiera) | D     | Stefano Sacchetti  |
|    | Italia (bandiera) | D     | Michele Serena     |
|    | Italia (bandiera) | D     | Pietro Vierchowod  |
|    | Italia (bandiera) | C     | Alberico Evani     |

| N. |                        | Ruolo | Calciatore                 |
| -- | ---------------------- | ----- | -------------------------- |
|    | Paesi Bassi (bandiera) | C     | Ruud Gullit                |
|    | Italia (bandiera)      | C     | Giovanni Invernizzi        |
|    | Jugoslavia (bandiera)  | C     | Vladimir Jugović           |
|    | Slovenia (bandiera)    | C     | Srečko Katanec             |
|    | Italia (bandiera)      | C     | Attilio Lombardo           |
|    | Italia (bandiera)      | C     | Fausto Salsano             |
|    | Inghilterra (bandiera) | C     | David Platt                |
|    | Italia (bandiera)      | A     | Nicola Amoruso             |
|    | Italia (bandiera)      | A     | Claudio Bellucci           |
|    | Italia (bandiera)      | A     | Mauro Bertarelli           |
|    | Italia (bandiera)      | A     | Roberto Mancini (capitano) |

## Risultati

### Serie A

#### Girone di andata
| Arbitro: | Pairetto (Nichelino) |

|                  |           |                      |
| G. Bresciani 81’ | Marcatori | 31’ Platt 43’ Gullit |

| Arbitro: | Bettin (Padova) |

|                                   |           |                      |
| Jugović 35’ R. Mancini 45’ (rig.) | Marcatori | 43’ (aut.) Bucchioni |

| Arbitro: | Baldas (Trieste) |

|                                       |           |            |
| A. Conte 28’ R. Baggio 47’ Möller 64’ | Marcatori | 27’ Gullit |

| Arbitro: | Brignoccoli (Ancona) |

|                       |           |            |
| Jugović 42’ Platt 79’ | Marcatori | 44’ Gerson |

| Arbitro: | Luci (Firenze) |

|  |           |                          |
|  | Marcatori | 54’ Platt 74’ R. Mancini |

| Arbitro: | Trentalange (Torino) |

|             |           |                         |
| Lombardo 3’ | Marcatori | 29’ (aut.) S. Sacchetti |

| Arbitro: | Ceccarini (Livorno) |

|                   |           |                                          |
| Sauzée 65’ (rig.) | Marcatori | 19’, 58’ Gullit 34’ R. Mancini 64’ Platt |

| Arbitro: | Collina (Viareggio) |

|  |           |           |
|  | Marcatori | 44’ Balbo |

| Arbitro: | Bazzoli (Merano) |

|                          |           |                                             |
| Silenzi 40’ P. Poggi 90’ | Marcatori | 47’ S. Sacchetti 53’ Gullit 64’ (aut.) Cois |

| Arbitro: | Nicchi (Arezzo) |

|                                              |           |                           |
| Katanec 56’ R. Mancini 71’ (rig.) Gullit 78’ | Marcatori | 11’ Albertini 25’ Laudrup |

| Arbitro: | Amendolia (Messina) |

|               |           |                                 |
| Bertarelli 3’ | Marcatori | 68’ Allegri 70’ (rig.) Matteoli |

| Arbitro: | Quartuccio (Torre Annunziata) |

|         |           |                         |
| Roy 12’ | Marcatori | 24’ Gullit 77’ Lombardo |

| Arbitro: | Rosica (Roma) |

|                                  |           |             |
| Platt 36’ Gullit 67’, 89’ (rig.) | Marcatori | 45’ Dezotti |

| Arbitro: | Beschin (Legnago) |

|            |           |           |
| Ruotolo 1’ | Marcatori | 43’ Platt |

| Arbitro: | Trentalange (Torino) |

|                                                      |           |  |
| Battistini 4’ Jugović 29’ (aut.) Bergkamp 56’ (rig.) | Marcatori |  |

| Arbitro: | Bazzoli (Merano) |

|              |           |  |
| Lombardo 55’ | Marcatori |  |

| Arbitro: | Nicchi (Arezzo) |

|                    |           |           |
| Signori 37’ (rig.) | Marcatori | 6’ Gullit |

#### Girone di ritorno
| Arbitro: | Baldas (Trieste) |

|                                             |           |             |
| Lombardo 34’ Gullit 52’ R. Mancini 85’, 90’ | Marcatori | 51’ Fonseca |

| Arbitro: | Bettin (Padova) |

|                          |           |                     |
| Piovani 31’ Ferrante 67’ | Marcatori | 84’ (rig.) Lombardo |

| Arbitro: | Ceccarini (Livorno) |

|                     |           |               |
| Lombardo 28’ (rig.) | Marcatori | 81’ Ravanelli |

| Arbitro: | Racalbuto (Gallarate) |

|  |           |                                                     |
|  | Marcatori | 53’ Vierchowod 86’ (aut.) Ceramicola 90’ R. Mancini |

| Arbitro: | Rodomonti (Teramo) |

|                                                                           |           |                        |
| Platt 9’ Jugović 20’ (rig.), 30’ R.Mancini 51’, 70’ (rig.) N. Amoruso 60’ | Marcatori | 52’ Pizzi 58’ Desideri |

| Arbitro: | Collina (Viareggio) |

|                      |           |             |
| Minotti 73’ Zola 90’ | Marcatori | 28’ Jugović |

| Arbitro: | Stafoggia (Pesaro) |

|                              |           |               |
| Gullit 30’, 35’ Lombardo 53’ | Marcatori | 85’ Valentini |

| Arbitro: | Boggi (Salerno) |

|  |           |                |
|  | Marcatori | 25’ R. Mancini |

| Arbitro: | Quartuccio (Torre Annunziata) |

|            |           |  |
| Gullit 13’ | Marcatori |  |

| Arbitro: | Stafoggia (Pesaro) |

|             |           |  |
| Massaro 25’ | Marcatori |  |

| Cagliari 20 marzo 1994 28ª giornata | Cagliari       | 0 – 0 referto | Sampdoria | Stadio Sant'Elia\| Arbitro: \| Luci (Firenze) \| |
| Arbitro:                            | Luci (Firenze) |               |           |                                                  |

| Arbitro: | Pellegrino (Barcellona Pozzo di Gotto) |

|                                                               |           |  |
| Nicoli 1’ (aut.) R. Mancini 8’, 90’ Gullit 60’ Platt 81’, 88’ | Marcatori |  |

| Cremona 2 aprile 1994 30ª giornata | Cremonese          | 0 – 0 referto | Sampdoria | Stadio Giovanni Zini\| Arbitro: \| Rodomonti (Teramo) \| |
| Arbitro:                           | Rodomonti (Teramo) |               |           |                                                          |

| Arbitro: | Pairetto (Nichelino) |

|             |           |          |
| Jugović 15’ | Marcatori | 14’ Vink |

| Arbitro: | Collina (Viareggio) |

|                                         |           |                |
| Vierchowod 21’ Evani 70’ N. Amoruso 90’ | Marcatori | 25’ Battistini |

| Arbitro: | Boggi (Salerno) |

|                 |           |                |
| M. Esposito 72’ | Marcatori | 66’ N. Amoruso |

| Arbitro: | Treossi (Forlì) |

|                                               |           |                                                     |
| Corino 23’ (aut.) Lombardo 54’ Bertarelli 68’ | Marcatori | 21’ Casiraghi 59’ (aut.) Dall'Igna 64’, 70’ Signori |

### Coppa Italia

#### Turni preliminari
| Genova 6 ottobre 1993 Secondo turno - Andata | Sampdoria          | 0 – 0 | Pisa | Stadio Luigi Ferraris\| Arbitro: \| Stafoggia (Pesaro) \| |
| Arbitro:                                     | Stafoggia (Pesaro) |       |      |                                                           |

| Arbitro: | Pairetto (Nichelino) |

|                                  |                      |                                 |
| Cristallini Farris Rotella Bosco | Tiri di rigore 1 – 3 | Platt Vierchowod Evani Bellucci |

| Arbitro: | Luci (Firenze) |

|                          |           |                 |
| Lombardo 45’ Salsano 68’ | Marcatori | 3’ S. Benedetti |

| Arbitro: | Stafoggia (Pesaro) |

|                                                                         |                      |                                                                         |
| Cappioli 6’, 51’                                                        | Marcatori            | 40’ (rig.) Platt                                                        |
| Comi Cappioli A. Carboni Festa G. Giannini Bonacina S. Benedetti Garzya | Tiri di rigore 6 – 7 | Platt Gullit Evani Vierchowod R. Mancini Lombardo N. Amoruso M. Mannini |

### Fase Finale
| Arbitro: | Pairetto (Nichelino) |

|              |           |  |
| Lombardo 33’ | Marcatori |  |

| Arbitro: | Collina (Viareggio) |

|                 |           |            |
| D. Fontolan 70’ | Marcatori | 89’ Gullit |

| Arbitro: | Bazzoli (Merano) |

|                        |           |              |
| Lombardo 55’ Platt 56’ | Marcatori | 31’ Asprilla |

| Arbitro: | Beschin (Legnago) |

|  |           |            |
|  | Marcatori | 22’ Gullit |

| Ancona 6 aprile 1994 Finale - Andata | Ancona               | 0 – 0 | Sampdoria | Stadio Del Conero\| Arbitro: \| Trentalange (Torino) \| |
| Arbitro:                             | Trentalange (Torino) |       |           |                                                         |

| Arbitro: | Luci (Firenze) |

|                                                                                              |           |          |
| Vecchiola 50’ (aut.) Lombardo 58’, 75’ Vierchowod 65’ Bertarelli 80’ (rig.) Evani 85’ (rig.) | Marcatori | 72’ Lupo |

## Statistiche

### Statistiche di squadra
| Competizione | Punti | In casa | In casa | In casa | In casa | In casa | In casa | In trasferta | In trasferta | In trasferta | In trasferta | In trasferta | In trasferta | Totale | Totale | Totale | Totale | Totale | Totale | DR  |
| Competizione | Punti | G       | V       | N       | P       | Gf      | Gs      | G            | V            | N            | P            | Gf           | Gs           | G      | V      | N      | P      | Gf     | Gs     | DR  |
| ------------ | ----- | ------- | ------- | ------- | ------- | ------- | ------- | ------------ | ------------ | ------------ | ------------ | ------------ | ------------ | ------ | ------ | ------ | ------ | ------ | ------ | --- |
| Serie A      | 44    | 17      | 11      | 3       | 3       | 41      | 20      | 17           | 7            | 5            | 5            | 23           | 19           | 34     | 18     | 8      | 8      | 64     | 39     | +25 |
| Coppa Italia |       | 5       | 4       | 1       | 0       | 11      | 3       | 5            | 1            | 3            | 1            | 3            | 3            | 10     | 5      | 4      | 1      | 14     | 6      | +8  |
| Totale       |       | 22      | 15      | 4       | 3       | 52      | 23      | 22           | 8            | 8            | 6            | 26           | 22           | 44     | 23     | 12     | 9      | 78     | 45     | +33 |

### Andamento in campionato
| Giornata  | 1 | 2 | 3 | 4 | 5 | 6 | 7 | 8 | 9 | 10 | 11 | 12 | 13 | 14 | 15 | 16 | 17 | 18 | 19 | 20 | 21 | 22 | 23 | 24 | 25 | 26 | 27 | 28 | 29 | 30 | 31 | 32 | 33 | 34 |
| --------- | - | - | - | - | - | - | - | - | - | -- | -- | -- | -- | -- | -- | -- | -- | -- | -- | -- | -- | -- | -- | -- | -- | -- | -- | -- | -- | -- | -- | -- | -- | -- |
| Luogo     | T | C | T | C | T | C | T | C | T | C  | C  | T  | C  | T  | T  | C  | T  | C  | T  | C  | T  | C  | T  | C  | T  | C  | T  | T  | C  | T  | C  | C  | T  | C  |
| Risultato | V | V | P | V | V | N | V | P | V | V  | P  | V  | V  | N  | P  | V  | N  | V  | P  | N  | V  | V  | P  | V  | V  | V  | P  | N  | V  | N  | N  | V  | N  | P  |
| Posizione | 5 | 3 | 9 | 4 | 3 | 4 | 3 | 4 | 4 | 2  | 4  | 3  | 2  | 2  | 3  | 2  | 3  | 2  | 3  | 3  | 3  | 2  | 4  | 3  | 3  | 2  | 2  | 3  | 3  | 3  | 3  | 3  | 3  | 3  |

Legenda:

Luogo: C = Casa; T = Trasferta. Risultato: V = Vittoria; N = Pareggio; P = Sconfitta.

### Statistiche dei giocatori[20]
| Giocatore     | Serie A  | Serie A | Serie A     | Serie A    | Coppa Italia | Coppa Italia | Coppa Italia | Coppa Italia | Totale   | Totale | Totale      | Totale     |
| Giocatore     | Presenze | Reti    | Ammonizioni | Espulsioni | Presenze     | Reti         | Ammonizioni  | Espulsioni   | Presenze | Reti   | Ammonizioni | Espulsioni |
| ------------- | -------- | ------- | ----------- | ---------- | ------------ | ------------ | ------------ | ------------ | -------- | ------ | ----------- | ---------- |
| N. Amoruso    | 8        | 3       | ?           | ?          | 2            | 0            | ?            | ?            | 10       | 3      | ?           | ?          |
| C. Bellucci   | 2        | 0       | ?           | ?          | 1            | 0            | ?            | ?            | 3        | 0      | ?           | ?          |
| M. Bertarelli | 16       | 2       | ?           | ?          | 3            | 1            | ?            | ?            | 19       | 3      | ?           | ?          |
| R. Bucchioni  | 4        | 0       | ?           | ?          | 1            | 0            | ?            | ?            | 5        | 0      | ?           | ?          |
| G. Dall'Igna  | 11       | 0       | ?           | ?          | 4            | 0            | ?            | ?            | 15       | 0      | ?           | ?          |
| A. Evani      | 31       | 1       | ?           | ?          | 9            | 1            | ?            | ?            | 40       | 2      | ?           | ?          |
| R. Gullit     | 31       | 15      | ?           | ?          | 10           | 2            | ?            | ?            | 41       | 17     | ?           | ?          |
| G. Invernizzi | 14       | 0       | ?           | ?          | 6            | 0            | ?            | ?            | 20       | 0      | ?           | ?          |
| V. Jugović    | 27       | 6       | ?           | ?          | 6            | 0            | ?            | ?            | 33       | 6      | ?           | ?          |
| S. Katanec    | 4        | 1       | ?           | ?          | 3            | 0            | ?            | ?            | 7        | 1      | ?           | ?          |
| A. Lombardo   | 34       | 8       | ?           | ?          | 10           | 5            | ?            | ?            | 44       | 13     | ?           | ?          |
| R. Mancini    | 30       | 12      | ?           | ?          | 6            | 0            | ?            | ?            | 36       | 12     | ?           | ?          |
| M. Mannini    | 30       | 0       | ?           | ?          | 6            | 0            | ?            | ?            | 36       | 0      | ?           | ?          |
| G. Pagliuca   | 34       | -39     | ?           | ?          | 10           | -6           | ?            | ?            | 44       | -45    | ?           | ?          |
| D. Platt      | 29       | 9       | ?           | ?          | 9            | 2            | ?            | ?            | 38       | 11     | ?           | ?          |
| M. Rossi      | 16       | 0       | ?           | ?          | 6            | 0            | ?            | ?            | 22       | 0      | ?           | ?          |
| S. Sacchetti  | 30       | 1       | ?           | ?          | 7            | 0            | ?            | ?            | 37       | 1      | ?           | ?          |
| F. Salsano    | 20       | 0       | ?           | ?          | 7            | 1            | ?            | ?            | 27       | 1      | ?           | ?          |
| M. Serena     | 31       | 0       | ?           | ?          | 10           | 0            | ?            | ?            | 41       | 0      | ?           | ?          |
| P. Vierchowod | 32       | 2       | ?           | ?          | 8            | 1            | ?            | ?            | 40       | 3      | ?           | ?          |